# AOL Instant Messenger
AOL Instant Messenger (AIM) je ena najstarejših aplikacij za takojšnje sporočanje, ki jo razvija podjetje AOL.
Še pred nekaj leti je več kot 250 milijonov ljudi po vsem svetu redno uporabljalo Instant Messenger (IM) in si dnevno izmenjalo več kot 7 milijard kratkih sporočil. V povprečju je imel registriran uporabnik AIM-a na dan odprto okno za klepet približno 6 ur.
Glavno vlogo internetnega komuniciranja so dandanes prevzela različna socialna omrežja, kot sta Facebook in Twitter. Uporaba IM okolij je v zadnjih dveh letih upadla za polovico.

AOL Instant Messenger je sodobno komunikacijsko orodje, ki omogoča takojšnje sporoćanje med registriranimi uporabniki. Registracija je brezplačna in je na voljo uporabnikom različnih operacijskih sistemov:
- Microsoft Windows
- Microsoft Mobile
- Mac OS
- Mac OS X
- iOS
- Android OS
- Blackberry OS]

## Zgodovina
Začetna komunikacijska orodja niso omogočala komunikacije v realnem času, zato je bil razvoj takšnega sporočanja preko interneta neizbežen. America Online (AOL) je bil prvi, ki je omogočil takojšnje sporočanje. Maja leta 1996 je na trg poslal ICQ, leto za tem pa še AIM.
AIM se je širil predvsem med mladimi, znanja željnimi in tehnično podkovanimi ljudmi, saj so si tako lahko dosti lažje in hitreje izmenjevali ideje. Kasneje so mu sledili še Yahoo! Messenger, MSN Messenger, Google Talk in drugi.
Skozi zgodovino se je zamenjalo precej različic, začetna javno dostopna je bila verzija 1.0, zadnja pa 7.5.4.11.
Prve verzije so omogočale zgolj besedno komuniciranje, zdaj pa je možen tudi prenos slik, avdio in video datotek ter uporaba raznih aplikacij. AIM je danes kompatibilen z različnimi operacijskimi sistemi.

## Način uporabe
AIM je prosto dostopen program za izmenjavo sporočil preko interneta. Omogoča pogovore med dvema ali več uporabniki v realnem času. Poleg izmenjave teksta pa je na voljo tudi izmenjava slik ter avdio in video vsebin, kar omogoča tako telefonske, kot tudi video klice.
Pogovori potekajo v t. i. pogovornih sobah, ki so na voljo vsem uporabnikom AIM. Namenjene so povezovanju, zato jih pogosto uporabniki ustvarijo kar sami in tako omogočijo medsebojno povezovanje med posamezniki, ki imajo skupne interese. Pogovorne sobe so lahko javne in se jim lahko pridruži vsak registriran uporabnik AIM-a, medtem ko so zasebne namenjene le ožjemu krogu uporabnikov; zaščitene so z geslom, ki je poznano le članom.
Uporabnik lahko po želji spremeni svoje stanje, kot recimo na odsoten, medtem ko ni dosegljiv, ali na sem že nazaj, ko je pripravljen nadaljevati s pogovorom. Možno je tudi izključiti zvoke, tako za vse spremembe, ki se zgodijo med uporabnikovo odsotnostjo, kot za tiste, ki opozarjajo na sporočila.

## Varnost
Po varnostnih nastavitvah je AIM primerljiv z Google Talkom in Skypom, ki nudita popolno enkripcijo. Vse raziskave, opravljene na področju varnosti, imajo določene omejitve. IM šifriranje kot zaščita ne zadostuje, saj je lahko razlog za vdor tudi slabo načrtovan algoritem.
Vsak AIM račun je zaščiten z uporabniškim imenom in geslom. 
|                        | Varnostno vpisovanje | Varnostni pogovori | Zgodovina vpisanih uporabnikov | Shranjena sporočila ob ponovnem vpisu |
| ---------------------- | -------------------- | ------------------ | ------------------------------ | ------------------------------------- |
| AOL AIM                | Da                   | Da                 | Da                             | Ne                                    |
| AOL ICQ                | Da                   | Ne                 | Da                             | Ne                                    |
| Facebook Chat          | Ne                   | Ne                 | Ne                             | Da                                    |
| Google Talk            | Da                   | Da                 | Da                             | Ne                                    |
| Windows Live Messenger | Da                   | Ne                 | Ne                             | Ne                                    |
| Skype                  | Da                   | Da                 | Da                             | Ne                                    |
| Yahoo Messenger        | Da                   | Ne                 | Da                             | Ne                                    |

## Primerjava orodij
Na internetu najdemo ogromno prosto dostopnih IM orodij, ki se med seboj razlikujejo na različnih področjih. V Ameriki je že od vsega začetka prevladoval AIM, v Evropi pa se je razširil Windows Live Messenger. Z razvojem IM orodij se tehnični podatki niso več kaj dosti razlikovali, saj vsa orodja temeljijo na podobnih aplikacijah, ki jih nudijo uporabnikom.
Med najbolj dovršenimi so AIM, MSN, Brosix, Carrier, Empathy, Pidgin, Skype in Trillian, saj podpirajo ogromno protokolov, ki omogočajo medsebojno povezovanje uporabnikom različnih orodij. Omenjena IM orodja omogočajo šifriranje sporočil, prenos datotek, čustvene simbole, vgrajene igre, različne teme, avdio in video podporo, vključitev spletne kamere in še mnogo drugih možnosti, ki dopolnjujejo osnovno pisno komunikacijo.
Windows Live Messenger in Yahoo! Messenger imata vse zgoraj naštete možnosti, razen enkripcije, vendar se je ravno ta pri varnosti izkazala za zelo pomembno.
Da je orodje kompatibilno z drugimi, mora podpirati veliko število protokolov, da lahko omogoči komunikacijo med uporabniki, registriranimi v različnih omrežjih. Da to dosežejo, si morajo pridobiti mnogo licenc in varnostnih potrdil, prav tako pa morajo napisati algoritme svojih programov v skladu z določenimi standardi. Vsakega ponudnika odločitev o podpori drugih orodij drago stane.